# 88-ма піхотна дивізія (США)
88-ма піхо́тна диві́зія а́рмії США (англ. 88th Infantry Division (United States) — піхотне з'єднання армії США. Сформоване 5 серпня 1917 року. Брало участь у Першій та Другій світових війнах.

### Формування з'єднання, Перша світова війна

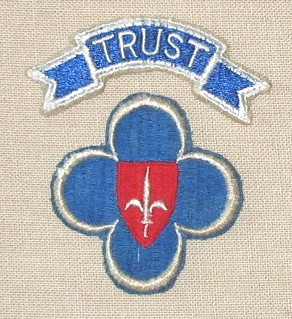
Шеврон 88-ї дивізії